# Лихоліт Валентин Станіславович
Валенти́н Станісла́вович Лихолі́т — старшина запасу Збройних сил України, учасник російсько-української війни 2014—2017.

## Життєпис
Перебував у складі радянського контингенту в Афганістані. Проживає в місті Новоукраїнка, з дружиною (лікар районної лікарні) виховали доньку 1992 р.н. З 1991 року керує міським клубом військово-патріотичного виховання.
Брав активну участь у подіях Євромайдану, у ніч проти 11 грудня 2013 року «афганці» були першими лавами та не дали «зачистити» Майдан[джерело?]. Після початку російської агресії вступив до лав батальйону «Айдар», начальник штабу. Брав участь у боях за Щастя. У жовтні 2014-го балотувався в народні депутати як самовисуванець по виборчому округу № 93.

## Підозра у здійсненні злочину
1 липня 2016 року військова прокуратура затримала Валентина Лихоліта та Ігоря Радченка («Рубіж», командир 3-ї роти) та висунула підозру за кількома статтями, серед котрих зокрема ст. 257 (бандитизм) та ст. 187 (розбій). Другий з них, Радченко, згідно зі словами Сергія Мельничука був довіреною особою у регіоні Юрія Бойка. Серед потерпілих мер Сєвєродонецьку Валентин Казаков.
«За заявою лідерів сепаратистів Сєвєродонецька — колишнього мера та його заступників. За яких місто опинилося в ЛНР. Вони звинувачують Батю у тому, що його бійці забрали в них фотоапарат та інші матеріальні цінності» — так повідомив народний депутат Єгор Соболєв. Активісти після обрання запобіжного заходу у вигляді утримання під вартою до 28 серпня не дозволили силовикам вивести його із зали Печерського суду — близько 3:00 2 липня перед судом з'явилася велика група людей в камуфляжі, бійці «Айдара» і «Донбасу» забарикадували двері і приготувалися до штурму. Штурму не було, на підмогу приїхали бійці «Азова» з Андрієм Білецьким.
Згідно з заявою Юрія Луценка, опублікованої на сайті ГПУ, справу «узято під його особистий контроль».
2 липня 2016 року Апеляційний суд Києва відпустив колишнього начальника штабу батальйону територіальної оборони «Айдар» Валентина «Батю» Лихоліта на поруки депутатів Верховної Ради України. На поруки його взяли народні депутати: від фракції «Самопоміч» — Семен Семенченко і Єгор Соболєв, від «Радикальної партії» Ігор Мосійчук і Андрій Лозовий.

## Нагороди
- Орден «За мужність» III ст. (29 вересня 2014) — за особисту мужність і героїзм, виявлені у захисті державного суверенітету та територіальної цілісності України[10]